# Elkonvertering
Elkonvertering, eller elektrokonvertering, är en metod för att omvandla en onormal hjärtrytm till normal rytm, till exempel vid förmaksflimmer. Det utförs med en defibrillator.
Elektriska stötar går mellan två elektroder som fästs på bröstkorgen, eller bröst och rygg. Behandlingen utförs under kortverkande narkos.